# Old Tjikko

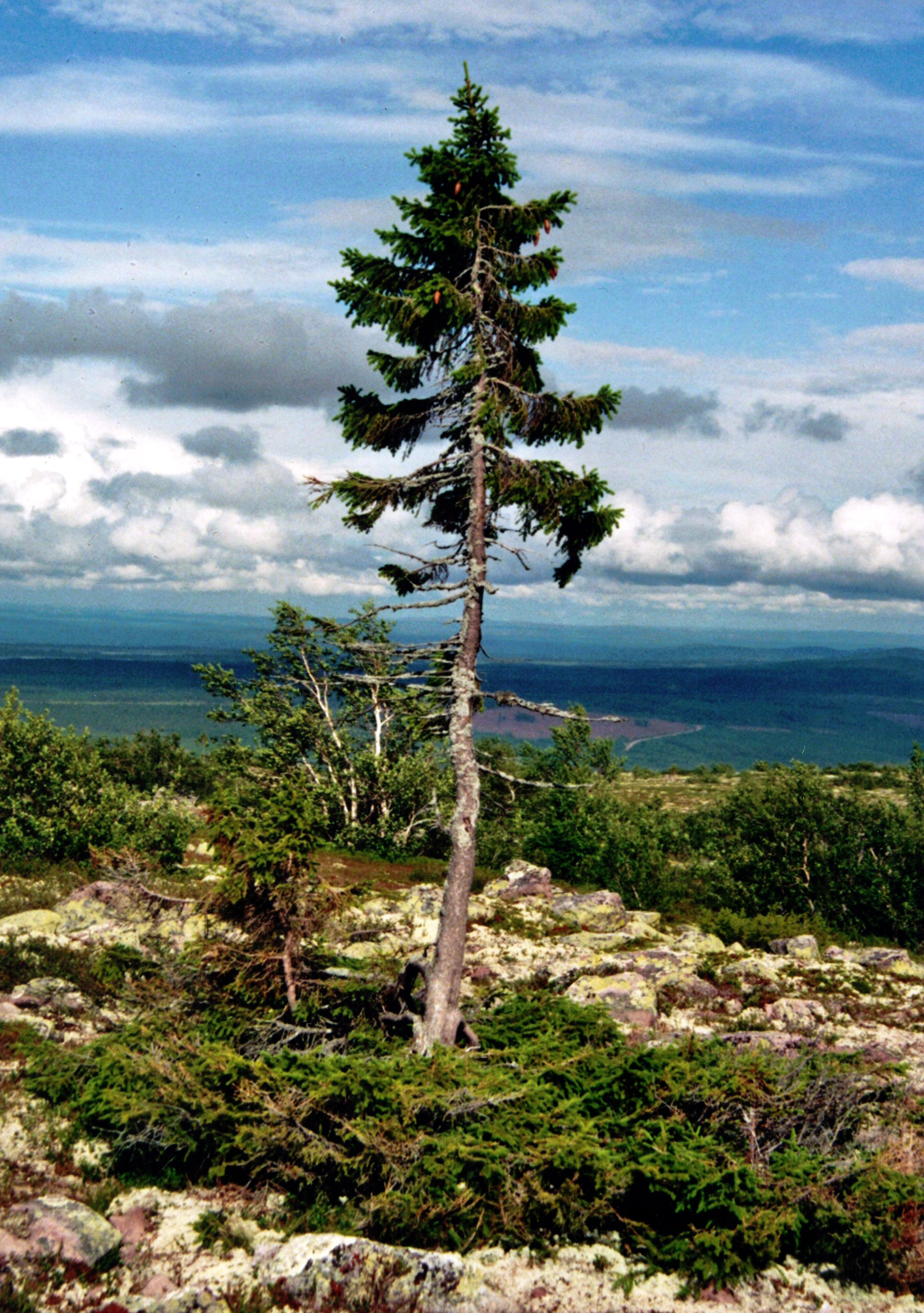
Smrk Old Tjikko

Old Tjikko (Starý Tjikko) je exemplář smrku ztepilého, který roste na úbočí hory Fulufjället, ve stejnojmenném národním parku, ve švédském kraji Dalarna. Je vysoký necelých pět metrů a na základě radiokarbonové metody bylo jeho stáří stanoveno na 9 550 let. To se však nevztahuje na kmen, který má jen několik set let, ale na celý genet tvořený rozsáhlým kořenovým systémem, neustále se obnovujícím vegetativní cestou.  
Strom objevil roku 2004 profesor Univerzity v Umeå Leif Kullman a pojmenoval ho podle svého psa. Dlouhověkost stromu je způsobena tím, že vzhledem k studenému a větrnému klimatu prožil většinu své existence v zakrslé formaci zvané krummholz. Teprve oteplení, k němuž došlo ve dvacátém století, umožnilo vzrůst současného kmene.
Primát Old Tjikka jako nejstaršího stromu na světě je sporný — záleží na definici samostatně rostoucího stromu. Některé kalifornské borovice druhu Pinus longaeva jsou staré okolo pěti tisíc let. Za nejstarší rostlinu světa je označován kořenový systém lesa Pando v Utahu, jehož vznik byl datován do doby před osmdesáti tisíci lety.
Stezka vedoucí ke stromu není úmyslně značená, aby správa národního parku Fulufjället chránila tuto raritu před náporem zvědavců. Je však možné objednat si bezplatný výlet, při kterém strážci parku návštěvníky ke stromu zavedou. 